# Рувер (річка)
Рувер (нім. Ruwer) — річка в Німеччині, права притока річки Мозель. Довжина річка — 46 км. Долина Рувера — частина виноробського краю Мозель-Саар-Рувер біля Тріра в Рейнланд-Пфальці. Вона славиться винами сорту Рислінг.
В нижній частині долини Рувера розташовані села Вальдрах, Казель, Мертесдорф і місто Трір.
Притоки: Алькенбах, Альтбах, Альтвайербах, Апфельбах, Афельбах, Баусбах, Беннінгер Бах, Бінгельбах, Бург Гайдер Бах, Буркельсбах, Айтельсбах, Ентербах, Ешбах, Езельсбах, Флонтербах, Гімпельбах, Гондерсбах, Гріндельбах, Гросбах, Гінцертер Бах, Кіттельбах, Клінкбах, Крайдбах, Кундельбах, Лабах, Лебах, Міссельбах, Моертшельбах, Мюльшайдер Бах, Пельбах, Раурувер, Рімпертербах, Ріверіс, Ротбах, Зібенборнбах, Тіленбах, Вальдбах, Вашбах, Вайербах, Венігбах, Венцельбах і Вешбах.

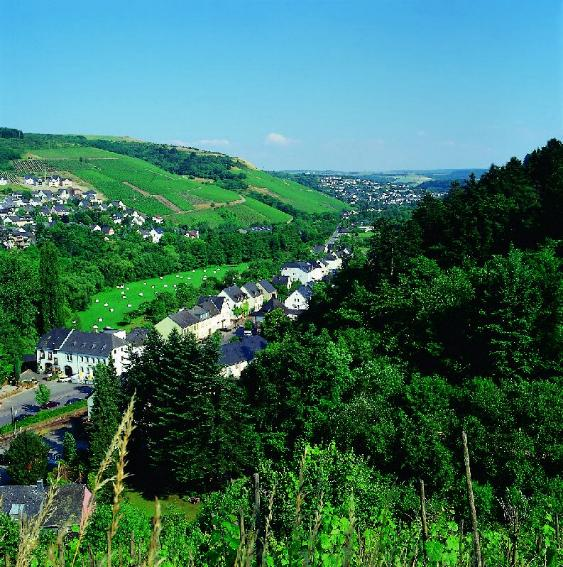
Долина річки поблизу селища Казель